# آلفونسینا استورنی
آلفونسینا استورنی (به انگلیسی: Alfonsina Storni) نویسنده و شاعر نوگرا، فمینیست مشهور آمریکای لاتین و روزنامه‌نگار اهل آرژانتین بود. استورنی که با نام‌های مستعار خود تائو-لائو و آلفونسینا نیز شناخته می‌شود، نویسندهٔ پرکار آرژانتینی و روزنامه‌نگار برجسته ادبی بود که به حقوق زنان و برابری جنسیتی می‌پرداخت.

## زندگی
آلفونسینا استورنی در سالا کاپریاکا (به انگلیسی: Sala Capriasca) یک روستا در کانتون تیچینو در سوئیس در خانواده‌ایی ایتالیایی- سوئیسی چشم به جهان گشود. او از چهار سالگی در آرژانتین زندگی می‌کرد. پس از آنکه پدرش را از دست داد می‌بایست که بار گذران زندگی خانواده‌اش را با کار کردن در پیشه‌های گوناگون بر دوش می‌کشید. او برای یکسال هنرپیشه شد و به گرداگرد آرژانتین رهسپار شد. در ۱۹۱۰ گواهینامهٔ آموزگاری خویش را دریافت کرد و در دبستانی در سان خوآن، آرژانتین به آموزش پرداخت. پس از پایان سال به بوئنوس آیرس رفت و در آنجا به نوشتن اشعارش پرداخت.
در سال ۱۹۱۲ او که به دنبال ناشناس ماندن توسط یک شهر بزرگ بود به بوئنوس آیرس نقل مکان کرد. در آنجا او با مردی متأهل آشنا شد که او را «یک فرد جالب با موقعیت خاص در جامعه توصیف کرد و عاشق او شد. او در سیاست فعال بود…» در آن سال، او اولین داستان کوتاه خود را در Fray Mocho منتشر کرد. او در سن نوزده سالگی متوجه شد که فرزند یک روزنامه‌نگار را باردار است و مادری مجرد شد.
او در بوئنوس آیرس برای نگاهداری خود و فرزندش به روزنامه‌نگاری روی آورد و در همان گاه در دبستان‌های دولتی نیز آموزگار بود. جایی که مشکلات اجتماعی و اقتصادی که طبقات متوسط رو به رشد آرژانتین با آن مواجه بودند، الهام بخش گروه نوظهوری از فعالان حقوق زنان بود.
در سن ۲۷ سالگی، استورنی شش داستان کوتاه، دو رمان و مجموعه‌ای از مقالات از جمله بی‌قراری گل سرخ (La inquietud del rosal, 1916)، درد شیرین (El dulce daño, 1918)، غیرقابل جبران (Irremediablemente, 1919) و لانگویدز (Languor, 1920) را نوشت. که آخری برنده اولین جایزه شعر شهرداری و دومین جایزه ادبیات ملی شد. مجموعه آثار او متعاقباً باعث شد تا او به عنوان یکی از معتبرترین شاعران آرژانتین شناخته شود.
آلفونسینا استورنی در ۱۹۳۵ سینه‌اش را برای گره‌ای سرطانی به جراحی سپرد اما در ۱۹۳۸ سرطان او بازگشت و چنین بود که در پائیز آن سال جیب‌هایش را از سنگ پر نمود خودش را در ماردل پلاتا به اقیانوس افکند.

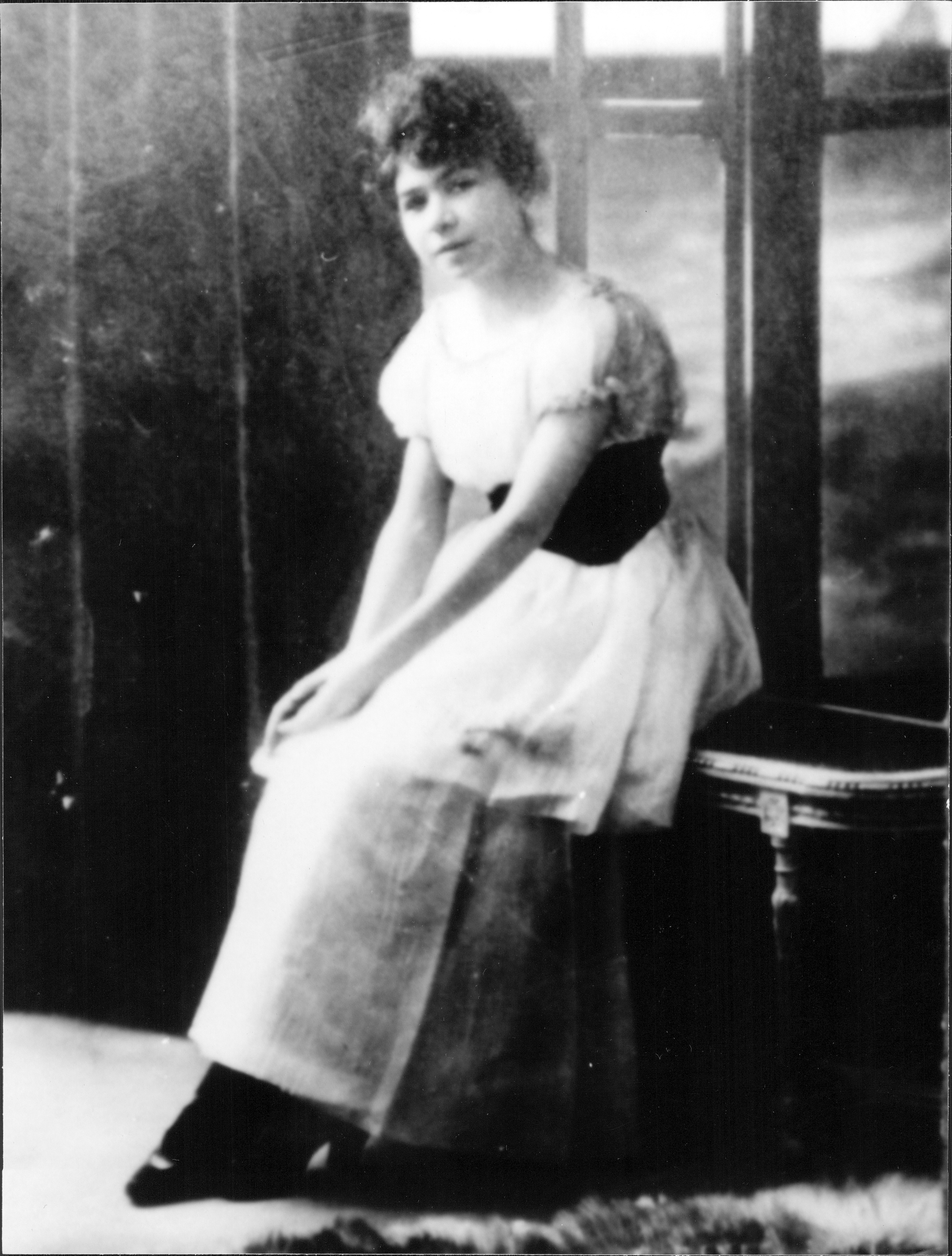

## آثار
از او کتابهای نگرانی بوتهٔ رٌز در ۱۹۱۶، سروده‌های گزیده در ۱۹۴۰ و سروده در ۱۹۴۸ به جا مانده ست.